# Anarrhotus fossulatus
Anarrhotus fossulatus is een spinnensoort in de taxonomische indeling van de springspinnen (Salticidae).
De wetenschappelijke naam van de soort werd voor het eerst geldig gepubliceerd in 1902 door Eugène Simon.